# NGC 324
NGC 324 ist eine Linsenförmige Galaxie vom Hubble-Typ S0/a im Sternbild Phönix am Südsternhimmel. Sie ist schätzungsweise 152 Millionen Lichtjahre von der Milchstraße entfernt und hat einen Durchmesser von etwa 65.000 Lichtjahren. 

Im selben Himmelsareal befindet sich u. a. die Galaxie IC 1609.
Das Objekt wurde am 23. Oktober 1835 vom britischen Astronomen John Herschel entdeckt.